# 트랜스 음악
트랜스 음악(영어: trance music)은 1980년대에 만들어진 전자 음악의 한 종류로, 테크노와 하우스 음악에서 파생된 장르이다. 트랜스 음악은 125-160 BPM의 속도로 몽환적인 느낌의 신시사이저 멜로디가 사용되는 것이 특징이다. ‘트랜스’라는 이름은 반복되는 비트와 약동하는 멜로디가 듣는 사람을 '무아지경 (Trance)'의 상태로 만든다는 것에서 유래하였다. 트랜스 음악은 주로 클럽에서 연주되고 클럽 뮤직으로 분류되지만, 선율적인 트랜스는 클럽이 아닌 곳에서 즐기기 위해 듣는 사람도 있다.

## 트랜스의 갈래
- 프로그레시브 트랜스 (Progressive Trance) : 기존 트랜스에 비해서 미니멀하고 그루브한 리듬이 특징으로, 트랜스의 몽환적 느낌에 하우스의 그루브함이 혼합된 형태이다. 반대로 기존의 하우스에 트랜스적인 요소인 브레이크 다운을 차용하고 트랜스 스타일의 신스를 차용한 것을 프로그레시브 하우스 (Progressive House)라 한다. 따라서 프로그레시브 트랜스와 프로그레시브 하우스는 혼합된 비율에 따라서 좀 더 지배적인 장르에 따라 장르가 결정된다. 트랜스적인 요소와 하우스 적인 요소의 비율을 수치화하여 나누기 어려운 경우에는 Progressive라고 부른다. 실제로 두 장르의 뮤지션간에 상호 교류가 활발하다. 2012년 현재 주류 트랜스 스타일이고 가장 뮤지션의 수와 싱글의 릴리즈 수가 압도적으로 많다.
- 업리프팅 트랜스 (Uplifting Trance) : 롤링(Rolling) 베이스를 통하여 달리는 느낌을 강조한 빌드업 구성과, 브레이크 다운에서는 에픽한 코드전개를 통하여 클라이막스에서는 경쾌한 리드신스와 함께 분위기를 점차 상승시켜가는 전형적인 트랜스 장르이다. 과거에는 멜로딕한 업리프팅 트랜스가 주를 이루었으나 현재는 멜로디는 단조롭게 편곡하고 사운드적으로 여러 가지 새로운 시도를 하는 방향으로 나아가고 있다. 또한 프로그레시브 트랜스 스타일을 차용하여 프로그리프팅(Proglifting) 트랜스로 하이브리드 화된 트랜스로 발전하기도 한다. 과거에는 주류 트랜스 스타일이었으나 지금은 릴리즈되는 싱글 수나 취급하는 레이블 수가 많이 줄었고, 업리프팅 트랜스를 주로 쓰던 프로듀서도 프로그레시브 트랜스로 많이 전향한 상태이다.
- 하드 트랜스 (Hard Trance) : 기존 트랜스와 달리, 하드한 드럼과 신스 사운드를 사용하고 스피디한 느낌과 다이나믹한 전개가 특징인 트랜스이다. 2000년도 초반에 셔플댄스가 인기를 끌 무렵 함께 큰 인기를 끌었었으며 지금은 셔플댄스의 인기가 많이 수그러들어 하향세이다.
- 사이키델릭 트랜스 (Psychedelic Trance) : 고아 트랜스로부터 파생된 장르로, 고아 트랜스보다 하드하고 무기질적인 음원을 사용하는 것이 특징이다. 고아 트랜스와 함께 취급되는 경우가 많다. 고아 트랜스와 사이키델릭 트랜스를 통틀어서 사이트랜스(Psytrance)라고도 부르기도 하며, 사이트랜스(Psytrance)라는 말로 사이키델릭 트랜스(Psychedelic Trance)만을 가리키기도 한다.

## 세부 갈래
- 에픽 트랜스 (Epic Trance) : Epic이라는 사전적인 뜻처럼 브레이크 다운(Breakdown) 구간에서 서정적이고 웅장한 느낌의 코드 전개가 특징이다.
- 테크 트랜스 (Tech Trance) : 프로그레시브 트랜스의 일종으로, 기존의 프로그레시브 트랜스보다 악기구성에 있어서 일렉트로 사운드를 사용하고, 멜로디를 짧고 간결하게 하고, 코드의 호흡이 짧고 단순한 것이 특징이다.
- 더치 트랜스 (Dutch Trance) : 1990년도 후반에 등장한 장르로서 그 당시 Tiesto, Ferry Corsten, Rank 1 등 네덜란드 출신의 프로듀서들의 Fat한 Supersaw스타일의 신스를 사용한 스타일을 말한다. Supersaw를 이용한 이들의 스타일은 당시에 큰 인기였고 대세였기 때문에 하나의 스타일 군이 형성되었었다.
- 애시드 트랜스 (Acid Trance) : 애시드 테크노에서 파생된 초기 트랜스의 갈래 중 하나로, 1990년대 초반 유행했다. 롤랜드의 신시사이저인 TB-303의 소리가 자주 사용된 것이 특징이다.
- 고아 트랜스 (Goa Trance) : 인도의 고아지방에서 탄생한 트랜스의 갈래로, 1990년대 초반에 만들어졌다. 후에 사이키델릭 트랜스로 발전했다.
- 드림 트랜스 (Dream Trance) : 1995-1997년 즈음에 유행했던 트랜스로, Robert Miles의 음악에 영향을 많이 받아 몽환적이고 아름다운 선율이 특징이다. 주로 피아노가 많이 등장한다. 에픽 트랜스에 영향을 주었다. 드림 하우스(Dream House)라고도 불린다.

## 대표적 아티스트
- 아르민 판 뷔런
- 페리 코스턴
- 마르쿠스 슐츠
- 어보브 앤 비욘드
- Giuseppe Ottaviani
- 랭크 1
- 파울 반 디크
- Dash Berlin
- Gareth Emery
- 알리 필라
- 앤디 무어
- 로저 샤
- John O'Callaghan (JOC)
- Moonbeam
- Myon & Shane 54
- Paul Oakenfold
- Sean Tyas
- Lange
- Simon Patterson
- Tritonal
- Leon Bolier
- W&W
- NWYR
- Hiroyuki ODA
- Andrew Rayel

## 같이 보기
- 일렉트로니카
- 클럽 뮤직